# Universidad de Badajshán
La Universidad de Badajshán (construida en 1996) (en persa: پوهنتون  بدخشان‎) está ubicada en la provincia de Badajshán, noreste de Afganistán. Establecida en 1988, la Universidad de Badajshán es una institución pública de enseñanza superior sin ánimo de lucro ubicada en la gran ciudad de Faizabad (rango de población de 50.000-249.999 habitantes).